# Connect (Fernsehserie)
Connect (koreanischer Originaltitel: 커넥트 Keo-nek-teu) ist eine südkoreanische Serie, basierend auf dem gleichnamigen Webtoon von Shin Dae-sung. Die Uraufführung der Serie fand im Rahmen des 27th Busan International Film Festival statt. Die reguläre Veröffentlichung der Serie erfolgte in Südkorea am 7. Dezember 2022 als Original durch Disney+ via Star. Im deutschsprachigen Raum fand die Erstveröffentlichung der Serie am selben Tag durch Disney+ via Star statt.

## Handlung
Ha Dong-soo wird von einer Bande von Organhändlern gekidnappt und sein Auge wird ihm entnommen. Dieses Auge wird in den Körper des Serienmörders Oh Jinseop transplantiert. Der unfreiwillige Spender wird fortan von schrecklichen Visionen geplagt, in denen er Zeuge der grausamen Taten wird, die Oh Jinseop an den Bewohnern Seouls begeht.

## Besetzung und Synchronisation
| Rolle      | Schauspieler |
| ---------- | ------------ |
| Ha Dongsoo | Jung Hae-in  |
| Oh Jinseop | Go Kyung-pyo |
| Lee Irang  | Kim Hye-jun  |

## Episodenliste
| Nr. | Deutscher Titel | Originaltitel | Erstveröffentlichung (Südkorea) | Deutschsprachige Erstveröffentlichung (D/A/CH) |
| --- | --------------- | ------------- | ------------------------------- | ---------------------------------------------- |
| 1   | Verbindung      | 접속          | 7. Dez. 2022                    | 7. Dez. 2022                                   |
| 2   | Konjunktion     | 결합          | 7. Dez. 2022                    | 7. Dez. 2022                                   |
| 3   | Komposition     | 작곡          | 7. Dez. 2022                    | 7. Dez. 2022                                   |
| 4   | Geständnis      | 자백          | 7. Dez. 2022                    | 7. Dez. 2022                                   |
| 5   | Gebräu          | 조작          | 7. Dez. 2022                    | 7. Dez. 2022                                   |
| 6   | Konfusion       | 혼란          | 7. Dez. 2022                    | 7. Dez. 2022                                   |